# Dodekafonija
Dodekafonija – označba za kompozicijski slog, zgrajen na dvanajsttonski (kromatični) lestvici. Ta slogovni različek ima svojo izdelano kompozicijsko teorijo, ki naj bi v bistvu vsebovala vse prejšnje kompozicijske tehnike.